# Supercoupe d'Europe masculine de handball 2001
Navigation
Supercoupe 2000 Supercoupe 2002
La Supercoupe d'Europe masculine de handball 2001 est la 6e édition de la compétition qui a eu lieu les 27 et 28 octobre 2001 à Kiel en Allemagne.
Elle est remportée par le SC Magdebourg pour la 1re fois.

## Équipes engagées et formule
Les équipes engagées sont :
- Portland San Antonio, vainqueur de la Ligue des champions 2000-2001 (C1) ;
- SG Flensburg-Handewitt, vainqueur de la Coupe des coupes (C2) ;
- SC Magdebourg, vainqueur de la Coupe de l'EHF (C3) ;
- THW Kiel, invité en tant qu'organisateur.

Le format de la compétition est une phase finale à 4 (demi-finale, finale et match pour la 3e place) avec élimination directe.

## Résultats
|  | Demi-finales         | Demi-finales         |                        |       | Finale | Finale |
|  | Demi-finales         | Demi-finales         |                        |       | Finale | Finale |
|  |                      |                      |                        |       |        |        |
|  |                      |                      |                        |       |        |        |
|  |                      |                      |                        |       |        |        |
|  | Flensburg-Handewitt  | 25                   |                        |       |        |        |
|  | Flensburg-Handewitt  | 25                   |                        |       |        |        |
|  | SC Magdebourg        | 27                   |                        |       |        |        |
|  | SC Magdebourg        | 27                   | SC Magdebourg          | 21    |        |        |
|  |                      |                      | SC Magdebourg          | 21    |        |        |
|  |                      | Portland San Antonio | 20                     |       |        |        |
|  | Portland San Antonio | Portland San Antonio | 20                     | 29tab |        |        |
|  | Portland San Antonio |                      |                        | 29tab |        |        |
|  | THW Kiel             | 28                   |                        |       |        |        |
|  | THW Kiel             | 28                   | Match pour la 3e place |       |        |        |
|  |                      |                      |                        |       |        |        |
|  |                      |                      |                        |       |        |        |
|  |                      |                      |                        |       |        |        |
|  | Flensburg-Handewitt  | 31                   |                        |       |        |        |
|  | Flensburg-Handewitt  | 31                   |                        |       |        |        |
|  | THW Kiel             | 33                   |                        |       |        |        |
|  | THW Kiel             | 33                   |                        |       |        |        |

### Demi-finales
| 27 octobre 2001 15h10 | SG Flensburg-Handewitt | 25 - 27   | SC Magdebourg             | Ostseehall, Kiel, Allemagne Affluence : 6 500 Arbitrage : Marjan Nachevski, Dragan Nachevski |
| 27 octobre 2001 15h10 | Berge, Christiansen 6  | (11 - 15) | Stanislav Koulintchenko 8 | Ostseehall, Kiel, Allemagne Affluence : 6 500 Arbitrage : Marjan Nachevski, Dragan Nachevski |
| 27 octobre 2001 15h10 | ×3                     | Rapport   | ×3 ×4 ×1                  | Ostseehall, Kiel, Allemagne Affluence : 6 500 Arbitrage : Marjan Nachevski, Dragan Nachevski |

| 27 octobre 2001 17h30 | Portland San Antonio | 29 - 28 (tab)      | THW Kiel         | Ostseehall, Kiel, Allemagne Affluence : 7 000 Arbitrage : Stefan Arnaldsson, Gunnar Vidarsson |
| 27 octobre 2001 17h30 | Nedeljko Jovanović 7 | (10 - 14, 25 - 25) | Stefan Lövgren 8 | Ostseehall, Kiel, Allemagne Affluence : 7 000 Arbitrage : Stefan Arnaldsson, Gunnar Vidarsson |
| 27 octobre 2001 17h30 | Tab : 4 - 3          |                    |                  | Ostseehall, Kiel, Allemagne Affluence : 7 000 Arbitrage : Stefan Arnaldsson, Gunnar Vidarsson |
| 27 octobre 2001 17h30 | ×3 ×5 ×1             | Rapport            | ×3               | Ostseehall, Kiel, Allemagne Affluence : 7 000 Arbitrage : Stefan Arnaldsson, Gunnar Vidarsson |

### Match pour la3eplace
| 28 octobre 2001 12h00 | THW Kiel             | 33 - 31   | SG Flensburg-Handewitt | Ostseehall, Kiel, Allemagne Affluence : 7 000 Arbitrage : Marjan Nachevski, Dragan Nachevski |
| 28 octobre 2001 12h00 | Lövgren, Petersson 8 | (17 - 14) | Thomas Knorr 9         | Ostseehall, Kiel, Allemagne Affluence : 7 000 Arbitrage : Marjan Nachevski, Dragan Nachevski |
| 28 octobre 2001 12h00 | ×3 ×5                | Rapport   | ×3 ×5                  | Ostseehall, Kiel, Allemagne Affluence : 7 000 Arbitrage : Marjan Nachevski, Dragan Nachevski |

### Finale
| 28 octobre 2001 14h15 | Portland San Antonio | 20 - 21   | SC Magdebourg     | Ostseehall, Kiel, Allemagne Affluence : 7 200 Arbitrage : Stefan Arnaldsson, Gunnar Vidarsson |
| 28 octobre 2001 14h15 | Nedeljko Jovanović 5 | (10 - 10) | Nenad Peruničić 7 | Ostseehall, Kiel, Allemagne Affluence : 7 200 Arbitrage : Stefan Arnaldsson, Gunnar Vidarsson |
| 28 octobre 2001 14h15 | ×3 ×6                | Rapport   | ×3 ×4             | Ostseehall, Kiel, Allemagne Affluence : 7 200 Arbitrage : Stefan Arnaldsson, Gunnar Vidarsson |